# Laberlière
Laberlière és un municipi francès, situat al departament de l'Oise i a la regió dels Alts de França. L'any 2007 tenia 173 habitants.

## Demografia

### Població
El 2007 la població de fet de Laberlière era de 173 persones. Hi havia 63 famílies de les quals 12 eren unipersonals (12 homes vivint sols), 16 parelles sense fills, 27 parelles amb fills i 8 famílies monoparentals amb fills.
La població ha evolucionat segons el següent gràfic:
Habitants censats

### Habitatges
El 2007 hi havia 79 habitatges, 68 eren l'habitatge principal de la família, 4 eren segones residències i 7 estaven desocupats. 75 eren cases i 4 eren apartaments. Dels 68 habitatges principals, 53 estaven ocupats pels seus propietaris i 15 estaven llogats i ocupats pels llogaters; 4 tenien dues cambres, 10 en tenien tres, 25 en tenien quatre i 29 en tenien cinc o més. 47 habitatges disposaven pel capbaix d'una plaça de pàrquing. A 22 habitatges hi havia un automòbil i a 44 n'hi havia dos o més.

### Piràmide de població
La piràmide de població per edats i sexe el 2009 era:
| Homes | Edats   | Dones |
| ----- | ------- | ----- |
| 0     | 95 o +  | 0     |
| 0     | 90 a 94 | 0     |
| 0     | 85 a 89 | 4     |
| 4     | 80 a 84 | 0     |
| 0     | 75 a 79 | 4     |
| 4     | 70 a 74 | 4     |
| 4     | 65 a 69 | 0     |
| 0     | 60 a 64 | 8     |
| 4     | 55 a 59 | 4     |
| 8     | 50 a 54 | 0     |
| 4     | 45 a 49 | 8     |
| 8     | 40 a 44 | 0     |
| 12    | 35 a 39 | 12    |
| 16    | 30 a 34 | 4     |
| 0     | 25 a 29 | 12    |
| 8     | 20 a 24 | 0     |
| 8     | 15 a 19 | 8     |
| 0     | 10 a 14 | 12    |
| 24    | 5 a 9   | 4     |
| 0     | 0 a 4   | 0     |

## Economia
El 2007 la població en edat de treballar era de 122 persones, 97 eren actives i 25 eren inactives. De les 97 persones actives 91 estaven ocupades (55 homes i 36 dones) i 6 estaven aturades (2 homes i 4 dones). De les 25 persones inactives 6 estaven jubilades, 10 estaven estudiant i 9 estaven classificades com a «altres inactius».

### Ingressos
El 2009 a Laberlière hi havia 70 unitats fiscals que integraven 175 persones, la mediana anual d'ingressos fiscals per persona era de 18.924 €.

### Activitats econòmiques
Dels 6 establiments que hi havia el 2007, 1 era d'una empresa extractiva, 1 d'una empresa de fabricació d'altres productes industrials, 2 d'empreses de construcció, 1 d'una empresa de comerç i reparació d'automòbils i 1 d'una empresa de transport.
Els 2 serveis als particulars que hi havia el 2009 eren electricistes.
L'any 2000 a Laberlière hi havia 10 explotacions agrícoles que ocupaven un total de 288 hectàrees.

## Poblacions més properes
El següent diagrama mostra les poblacions més properes.